# Napadi u Norveškoj 22. srpnja 2011.
Napadi u Oslu 22. srpnja 2011. bila su dva napada u petak, 22. srpnja 2011. Prvi je napad bio eksplozija bombe u četvrti Regjeringskvartalet, koji se dogodio u 15:26 u blizini ureda premijera Jensa Stoltenberga i drugih državnih uredskih zgrada. U eksploziji je poginulo 8 osoba, a ukupno 209 je ozlijeđeno. Drugi i smrtonosniji napad dogodio se oko dva sata kasnije na političkom kampu socijaldemokratske mladeži održan na otoku Utøya u okrugu Buskerud. Naoružani je napadač, obučen kao policajac, otvorio vatru na kampere. Poginulo je 69 sudionika, a 66 ih je ozlijeđeno.
Za napad na otoku Utøya osuđen je tada 32-godišnji Norvežanin i neonacistički aktivist Anders Behring Breivik, koji je uhićen nakon izvršenog napada na otoku. Breivik je krivac i za bombaški napad u središtu Osla.

## Eksplozija u Oslu
Oko 15:30 sati u centru Osla, nedaleko od zgrade vlade odjeknula je jaka eksplozija koja je načinila veliku materijalnu štetu na zgradi. Oštećen je i ured premijera Jensa Stoltenberga. Zbog jačine eksplozije oštećene su i zgrade udaljene pet blokova. Mediji su izvijestili da na ulicama oko zgrade vlade ima mnogo polomljenog stakla i ozlijeđene osobe leže u krvi. Ukupno je poginulo osam osoba, dok ih je oko 200 ranjeno.
U eksploziji je uništena većina prozora na zgradi vlade, uključujući i okolne zgrade ministarstava, dok je u zgradi Ministarstva nafte buknuo požar.
Nakon eksplozije, područje oko zgrade vlade je potpuno zatvoreno, dok je policija u potrazi za eksplozivnim napravama koristila pse tragače. Neposredno poslije eksplozije mediji su objavili da se radi o automobilu bombi, što se ispostavilo istinitim. Bomba se nalazila u Volkswagen Crafteru na trgu Einara Gerhardsena, direktno ispred zgrade imena Høyblokken, gdje se tada nalazio ured norveškog predsjednika vlade Jensa Stoltenberga.
Nakon eksplozije, u gradu su uvedene stroge mjere sigurnosti, a centar grada je potpuno blokiran za automobile i pješake. Teško naoružani vojnici su raspoređeni oko najznačajnijih državnih institucija, dok su neke zgrade i tržni centri evakuirani zbog sumnje o postavljenim bombama.

## Pokolj na otoku Utøyi
Dva sata nakon eksplozije u Oslu, Breivik je feribotom došao na otok Utøya koji se nalazi oko 25 km sjeveroistočno od Osla na jezeru Tyrifjorden. Napadač se predstavio kao pojačanje nakon eksplozije u Oslu, a nosio je policijsku uniformu i imao zaštitne čepove u ušima. Na otoku su kampirali članovi mladeži Radničke partije. Napadač ih je gestikuliranjem i dozivanjem namamio da se okupe oko njega, a zatim je počeo pucati, ubijajući žrtve jednu po jednu. Prvo je pucao na osobe koje su se nalazile na otoku, a zatim je počeo pucati i na one koji su pokušavali pobjeći plivajući preko jezera. Prema medijskim izvješćima, imao je dvije puške, a do dolaska specijalaca koji su ga uhitili uspio je iskoristiti svu municiju. Usmrtio je 69 osoba, a ranio dodatnih 66 od preživjelih 517. Većina su žrtava bili tinejdžeri između 15 i 16 godina starosti. Nekoliko je svjedoka tvrdilo kako je bilo više napadača, a Breivik je dao izjavu kako nije djelovao sâm, što je kasnije povukao. Policija je kasnije ustvrdila da postoje dokazi samo za jednog napadača.
Mnogi su sudionici spašeni neovisnim djelovanjem osoba koje su se našle u neposrednoj blizini otoka i prepoznale pucnjeve, spašavajući djecu čamcima.

## Sudski postupak
Breivik je na sud pozvan 25. lipnja 2011., u okružni sud Osla. Kako bi zaustavili Breivika od komuniciranja s mogućim suradnicima tijekom suđenja, proces je bio zatvoren za medije i javnost, što je iznimno rijetka pojava u Norveškoj. Sudac Kim Heger je zatim održao konferenciju za medije na kojoj je pročitao odluku suda.
Rasprava oko optužnica bila je burna. Mnogi su državni odvjetnici predlagali veleizdaju ili zločin protiv čovječnosti. Tužiteljstvo je ipak optužilo Breivika za terorizam. On je pak priznao da je izvršio pucnjavu na Utøyi te namještanje bombe u Oslu, kao i ostala djela. Ipak, izjavio je kako nije kriv, rekavši: »Ne priznajem ovaj pravosudni sustav.« Okružni tužilac Christian Hatlo zatražio je da se Breivika zadrži u pritvoru bez pošte ili posjetioca na 8 tjedana. Sudac je presudio u korist tužiteljstva, tvrdeći da je »optuženi neposredna opasnost društvu te mora biti zatvoren za dobrobit sebe i drugih. Vrlo je vjerojatno da je kriv za djela za koja je osumnjičen te je stoga potrebno zatvoriti ga kako bi se spriječilo uništavanje dokaza«. Sukladno željama tužiteljstva, Breivik je bio pritvoren na 8 tjedana bez pošte i posjete, od čega je 4 bilo u potpunoj izolaciji. Nakon pritvora premješten je u Ila Landsfengsel, strogo čuvani zatvor. Dana 13. kolovoza 2011., Breivik je odveden na rekonstrukciju događaja, koja nije bila objavljena ni medijima niti javnosti, kako bi ga se moglo optužiti za svako od 77 ubojstava koje je počinio. Na konferenciji za medije uvečer istoga dana, policija je izjavila kako Breivik nije iskazao kajanje, a inspektor Pål Fredrik Hjort Kraby zgražao se nad Breivikovom ravnodušnosti tijekom 8 sati dragovoljne rekonstrukcije 69 ubojstava na otoku.
Suđenje je započelo 16. travnja i trajalo do 19. lipnja 2012. godine. Pokrivalo ga je 170 medijskih organizacija i 800 zasebnih novinara. Breivik je ponovno priznao kako je on bio taj koji je izvršio napade, ali izjavio kako se ne smatra krivim te kako je pokolj bio „nužan”. Bitna je odluka za Breivika bila njegovo psihičko stanje. Nije htio da ga se proglasi ludim ili psihotičnim jer bi takva dijagnoza poništila njegovu političku poruku o „spašavanju” Norveške od „kulturnog marksizma”.
Dana 24. kolovoza iste godine, Breivika je 5 sudaca proglasilo uračunljivim. Osuđen je na forvaring (hrv. „čuvanje”); 21 godinu zatvora, najvišu kaznu dopuštenu norveškim zakonom, koja svakim istekom može biti produžena za 5 godina u slučaju da se okrivljenog i dalje smatra prijetnjom društvu. To je ujedno i jedini način da se prema norveškom zakonu ostvari doživotna kazna.
Kao posljedica njegovog suđenja i pritvora, Breivik je norvešku vladu tužio dva puta: u 2016. te 2024. godini.